# Nephthea elatensis
Nephthea elatensis är en korallart som beskrevs av Verseveldt och Cohen 1971. Nephthea elatensis ingår i släktet Nephthea och familjen Nephtheidae. Inga underarter finns listade i Catalogue of Life.